# Annick Saudoyer

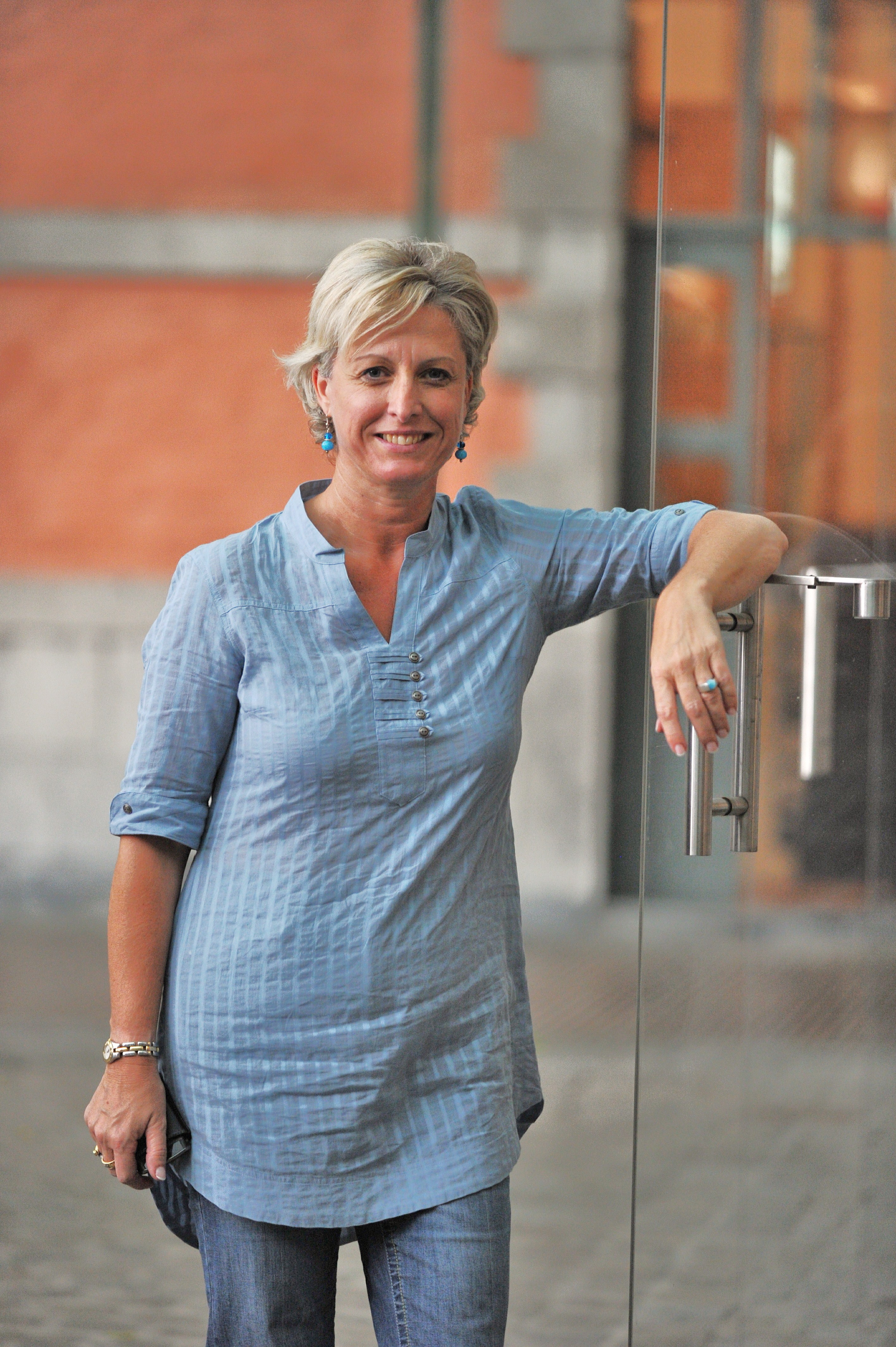
Annick Saudoyer (2011)

Annick Saudoyer (Doornik, 16 oktober 1962) is een Belgisch politica van de PS.

## Politieke loopbaan
Als licentiate in de lichamelijke opvoeding aan de Université libre de Bruxelles werd Saudoyer beroepshalve lerares en later onderdirectrice aan het Institut technique de la Communauté française in Moeskroen. Ook was ze actief in de nationale en internationale zwemcompetitie. 
Nadat ze in oktober 1988 voor de PS verkozen werd tot gemeenteraadslid van Moeskroen, werd ze er in januari 1995 benoemd tot schepen van Sport, Jeugd en Levens- en Milieukwaliteit in een bestuursmeerderheid van de PS en de PSC onder burgemeester Jean-Pierre Detremmerie. Op 12 maart 2001 stopte Saudoyer als schepen nadat ze als opvolger van Christian Massy lid werd van het Waals Parlement en van het Parlement van de Franse Gemeenschap. Hier hield ze zich voornamelijk bezig met dossiers gelieerd aan de jeugd en het onderwijs.
In juni 2003 verliet Saudoyer beide parlementen nadat ze voor de kieskring Henegouwen verkozen was tot lid van de Kamer van volksvertegenwoordigers. Bij de verkiezingen van 2007 slaagde Saudoyer er echter niet in om in de Kamer herkozen te worden. Vervolgens was ze van 2007 tot 2009 directrice van het Athénée de Mouscron en van 2009 tot 2014 zetelde ze opnieuw in het Waals Parlement en het Parlement van de Franse Gemeenschap.
In juni 2010 volgde ze Jean-Pierre Perdieu op als eerste schepen van Moeskroen, belast met Openbaar Onderwijs en Sport. Bij de gemeenteraadsverkiezingen van 2012 streed Saudoyer samen met Christiane Vienne voor het lijsttrekkerschap van de PS. Deze strijd leidde ertoe dat de PS bij de gemeenteraadsverkiezingen 2 zetels verloor en dat de partij na 18 jaar bestuursmeerderheid in Moeskroen in de oppositie belandde. In 2018 verliet ze de gemeentepolitiek van Moeskroen.
Bij de verkiezingen van mei 2014 stond Saudoyer als tweede opvolger op de PS-Kamerlijst in de kieskring Henegouwen.